# Белият дом: Под заплаха
„Белият дом: Под заплаха“ (на английски: White House Down) е американски екшън трилър от 2013 г. на режисьора Роланд Емерих, по сценарий на Джеймс Вандърбилт. Във филма участват Чанинг Тейтъм, Джейми Фокс, Маги Джилънхол, Джоуи Кинг, Джейсън Кларк, Ричард Дженкинс, Майкъл Мърфи и Джеймс Уудс. Премиерата на филма е на 28 юни 2013 г.